# Nad Ryžovnou
Nad Ryžovnou är ett berg i Tjeckien.   Det ligger i regionen Karlovy Vary, i den västra delen av landet, 120 km väster om huvudstaden Prag. Toppen på Nad Ryžovnou är 1 062 meter över havet, eller 79 meter över den omgivande terrängen. Bredden vid basen är 6,1 km.
Terrängen runt Nad Ryžovnou är huvudsakligen kuperad, men den allra närmaste omgivningen är platt.Runt Nad Ryžovnou är det ganska tätbefolkat, med 58 invånare per kvadratkilometer. Närmaste större samhälle är Karlovy Vary, 19,1 km söder om Nad Ryžovnou. I omgivningarna runt Nad Ryžovnou växer i huvudsak blandskog.